# Landesgewerbemuseum Stuttgart

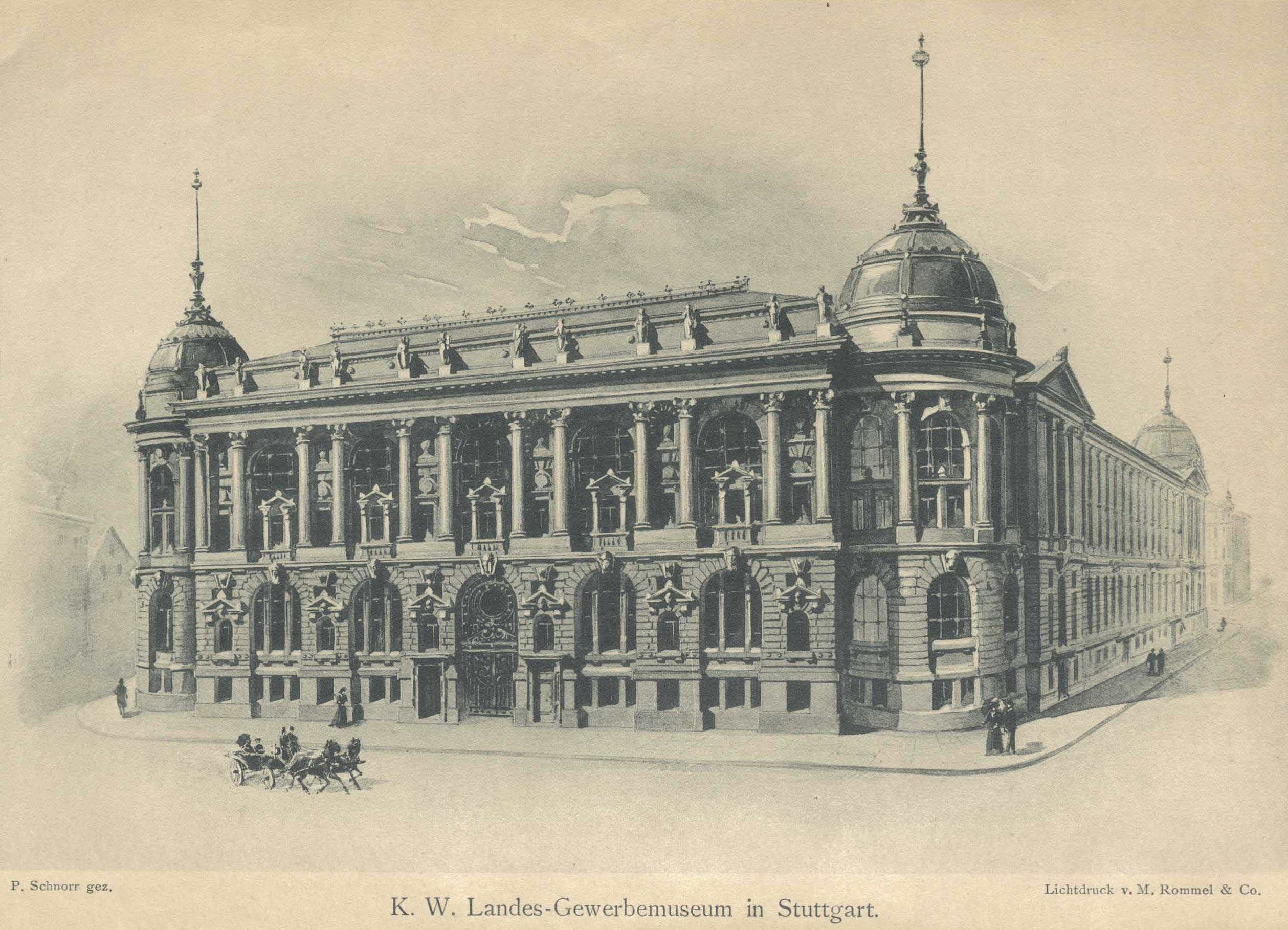
Hauptbau des Landesgewerbemuseums, 1896

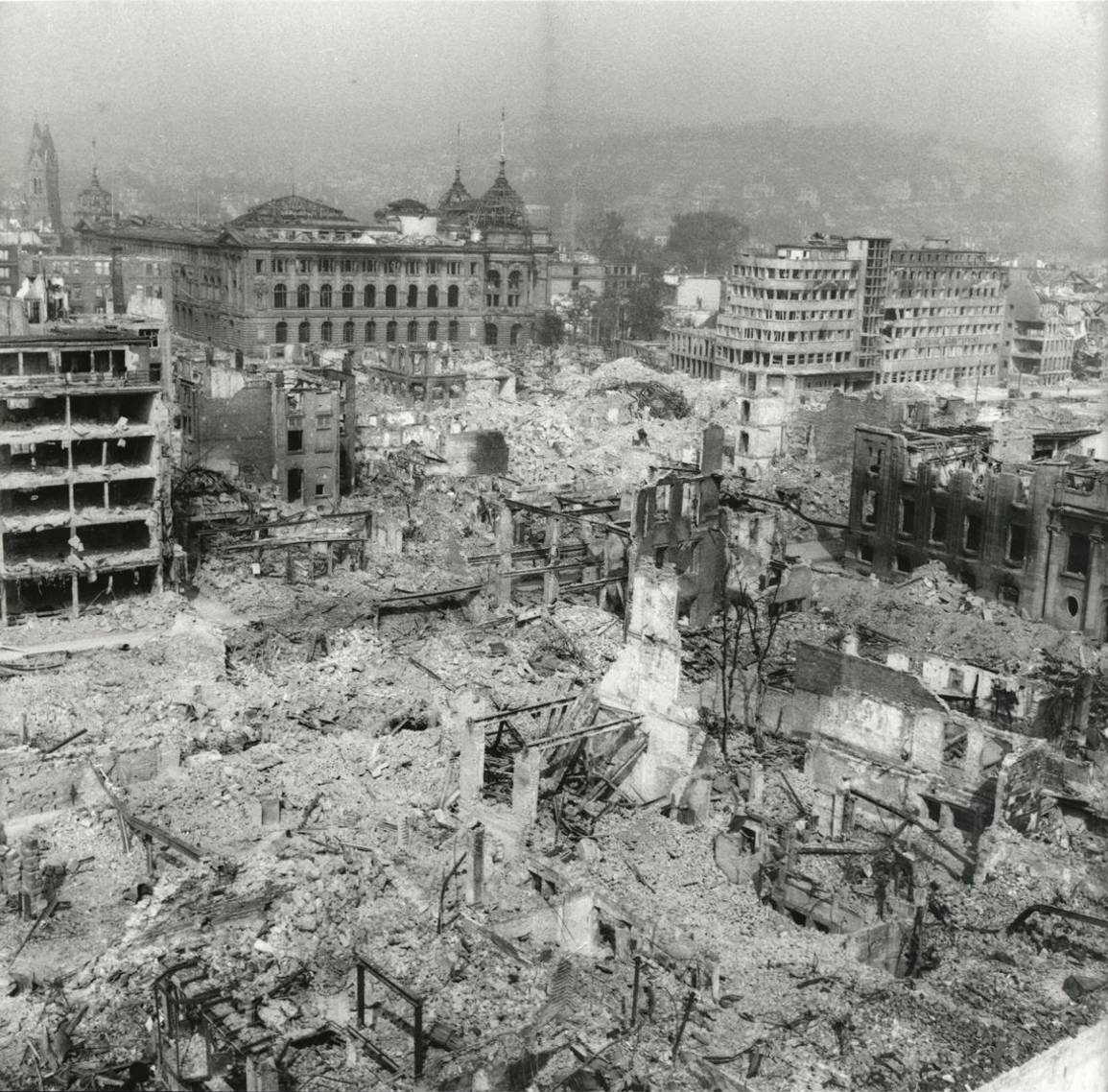
Landesgewerbemuseum inmitten des zerstörten Stuttgarts

Das Landesgewerbemuseum Stuttgart wurde 1890 bis 1896 nach den Plänen von Skjøld Neckelmann erbaut und diente der Wirtschaftsförderung in Württemberg. Nach den Zerstörungen des Zweiten Weltkriegs wurde das Gebäude notdürftig wiederhergestellt, verlor aber 1968 seine Funktion als Museum. 1985 bis 1990 wurde das Gebäude zu einem Zentrum für überregionale Wirtschaftsförderung umgewidmet und 1988 in Haus der Wirtschaft umbenannt.

## Gebäude
|               |                                             | \| Gebäude- teil \| Bezeichnung \| Straße \| \| ------------- \| ------------------------------------------- \| --------------------- \| \| 1 \| linker Kuppelbau \| Willi-Bleicher-Straße \| \| 2 \| Hauptbau mit den Seitenfassaden 2a und 2b \| Willi-Bleicher-Straße \| \| 3 \| rechter Kuppelbau \| Willi-Bleicher-Straße \| \| 4 \| rechter Flügel mit den Risaliten 4a und 4b \| Schloßstraße \| \| 5 \| hinterer Kuppelbau \| Schloßstraße \| \| 6 \| hinterer Flügel mit den Risaliten 6a und 6b \| Kienestraße \| \| 7 \| linker Flügel mit den Risaliten 7a und 7b \| Hospitalstraße \| Landesgewerbemuseum, Grundriss des Erdgeschosses. Rote Zahlen: Nummern der Gebäudeteile. Norden liegt rechts. |
| Gebäude- teil | Bezeichnung                                 | Straße |
| 1             | linker Kuppelbau                            | Willi-Bleicher-Straße |
| 2             | Hauptbau mit den Seitenfassaden 2a und 2b   | Willi-Bleicher-Straße |
| 3             | rechter Kuppelbau                           | Willi-Bleicher-Straße |
| 4             | rechter Flügel mit den Risaliten 4a und 4b  | Schloßstraße |
| 5             | hinterer Kuppelbau                          | Schloßstraße |
| 6             | hinterer Flügel mit den Risaliten 6a und 6b | Kienestraße |
| 7             | linker Flügel mit den Risaliten 7a und 7b   | Hospitalstraße |

Im Jahr 1850 wurde in der alten Legionskaserne am Ende der Oberen Königstraße ein Musterlager für in- und ausländische Waren begründet. 1886 wurde das Musterlager in Landesgewerbemuseum umbenannt. Im Lauf der Jahrzehnte wuchs das Lager immer mehr an, es enthielt bald eine riesige Zahl von Ausstellungsstücken, darunter auch viele Maschinen, so dass das Bedürfnis entstand, einen Neubau für das Museum zu errichten.
Als Grundstück für den Neubau wurde ein Gelände im Hospitalviertel ausgewählt. Auf dem Gelände befanden sich die ehemalige Leibgardekaserne und die Alte Garnisonkirche. Sie wurden 1889 abgebrochen, um Platz für das Landesgewerbemuseum zu schaffen.
Das Grundstück hat die Form eines Drachens, der mit seiner langen Spitze nach Westen zeigt, und wird begrenzt von der Willi-Bleicher-Straße, der Schloßstraße, der Kienestraße und der nordöstlichen Verlängerung der Hospitalstraße. Zur optimalen Geländeausnutzung wurden die vier Flügel des Gebäudes parallel zu den angrenzenden Straßen errichtet. Bei der Planung galt es zwei besondere Schwierigkeiten zu überwinden:
- Die an drei Gebäudeecken entstehenden schiefen Winkel sollten dem Betrachter verborgen bleiben, besonders in der Innenraumgestaltung. Dazu wurden an den schiefen Ecken runde Kuppelbauten eingefügt.

- Die Höhenunterschiede der umgebenden Straßen mussten überwunden werden. Dazu wurde der Erdgeschossboden um 5 Meter höher gelegt als der tiefste Punkt des Grundstücks an der Ecke der Willi-Bleicher-Straße und Schloßstraße. Daher liegt der Erdgeschossboden an der Kienestraße nur geringfügig über der Straßenhöhe.

Das Gebäude wurde im Stil der Neorenaissance und des Neobarock von 1893 bis 1896 nach den Plänen von Skjøld Neckelmann erbaut. Es besteht aus dem Hauptbau (Willi-Bleicher-Straße) mit zwei flankierenden Kuppelbauten und dem anschließenden linken Flügel (Hospitalstraße) und dem rechten Flügel (Schloßstraße). Diese sind an ihren Enden durch den hinteren Flügel (Kienestraße) verbunden. Der spitze Winkel zwischen dem hinteren und rechten Flügel wird ebenfalls durch einen Kuppelbau kaschiert.

## Fassadenskulpturen
Die zusammen 275 Meter langen vier Fassaden des Gebäudes (ohne Kuppelbauten) sind mit reichem bildhauerischen Schmuck versehen. Das bildnerische Programm der Sandsteinfassaden umfasst unter anderem 20 Porträtmedaillons und 41 Schlusssteine.

### Porträtmedaillons
Die Fassaden des Gebäudes tragen 20 runde Reliefmedaillons mit Porträtköpfen von prominenten Württembergern. Die Porträtköpfe wurden 1895 „von Bildhauer Gäckle unter Mitwirkung von Professor Neckelmann aufs sorgältigste modelliert und ausgeführt“.
Die Liste der Porträtmedaillons ist gegen den Uhrzeigersinn angeordnet. Sie beginnt bei Gebäudeteil 2a, der linken Seitenfassade des Hauptbaus an der Willi-Bleicher-Straße.
| Nr. | Name                          | Beruf                 | Straße                | Gebäude- teil |
| --- | ----------------------------- | --------------------- | --------------------- | ------------- |
| 1   | Matthäus Böblinger            | Architekt             | Willi-Bleicher-Straße | 2a            |
| 2   | Christian Friedrich von Leins | Architekt             | Willi-Bleicher-Straße | 2             |
| 3   | Karl von Varnbüler            | Politiker             | Willi-Bleicher-Straße | 2             |
| 4   | Friedrich List                | Ökonom                | Willi-Bleicher-Straße | 2             |
| 5   | Johann Friedrich Cotta        | Verleger              | Willi-Bleicher-Straße | 2             |
| 6   | Adolf von Goppelt             | Politiker             | Willi-Bleicher-Straße | 2             |
| 7   | Karl Etzel                    | Architekt             | Willi-Bleicher-Straße | 2             |
| 8   | Jörg Syrlin der Ältere        | Bildhauer             | Willi-Bleicher-Straße | 2b            |
| 9   | Karl Deffner                  | Unternehmer           | Schloßstraße          | 4a            |
| 10  | Emil Kessler                  | Unternehmer           | Schloßstraße          | 4a            |
| 11  | Georg Peter Bruckmann         | Unternehmer           | Schloßstraße          | 4b            |
| 12  | Konrad Weitbrecht             | Bildhauer             | Schloßstraße          | 4b            |
| 13  | Gottlieb Meebold              | Unternehmer           | Kienestraße           | 6             |
| 14  | Christian Jakob Zahn          | Unternehmer           | Kienestraße           | 6             |
| 15  | Eberhard Walcker              | Instrumentenbauer     | Kienestraße           | 6             |
| 16  | Lorenz Schiedmayer            | Instrumentenbauer     | Kienestraße           | 6             |
| 17  | August von Weckherlin         | Agrarwissenschaftler  | Kienestraße           | 6             |
| 18  | Gustav Walz                   | Agrarwissenschaftler  | Kienestraße           | 6             |
| 19  | Philipp Matthäus Hahn         | Pfarrer und Ingenieur | Hospitalstraße        | 7a            |
| 20  | Christian Gottlob Gmelin      | Chemiker              | Hospitalstraße        | 7b            |

### Schlusssteine

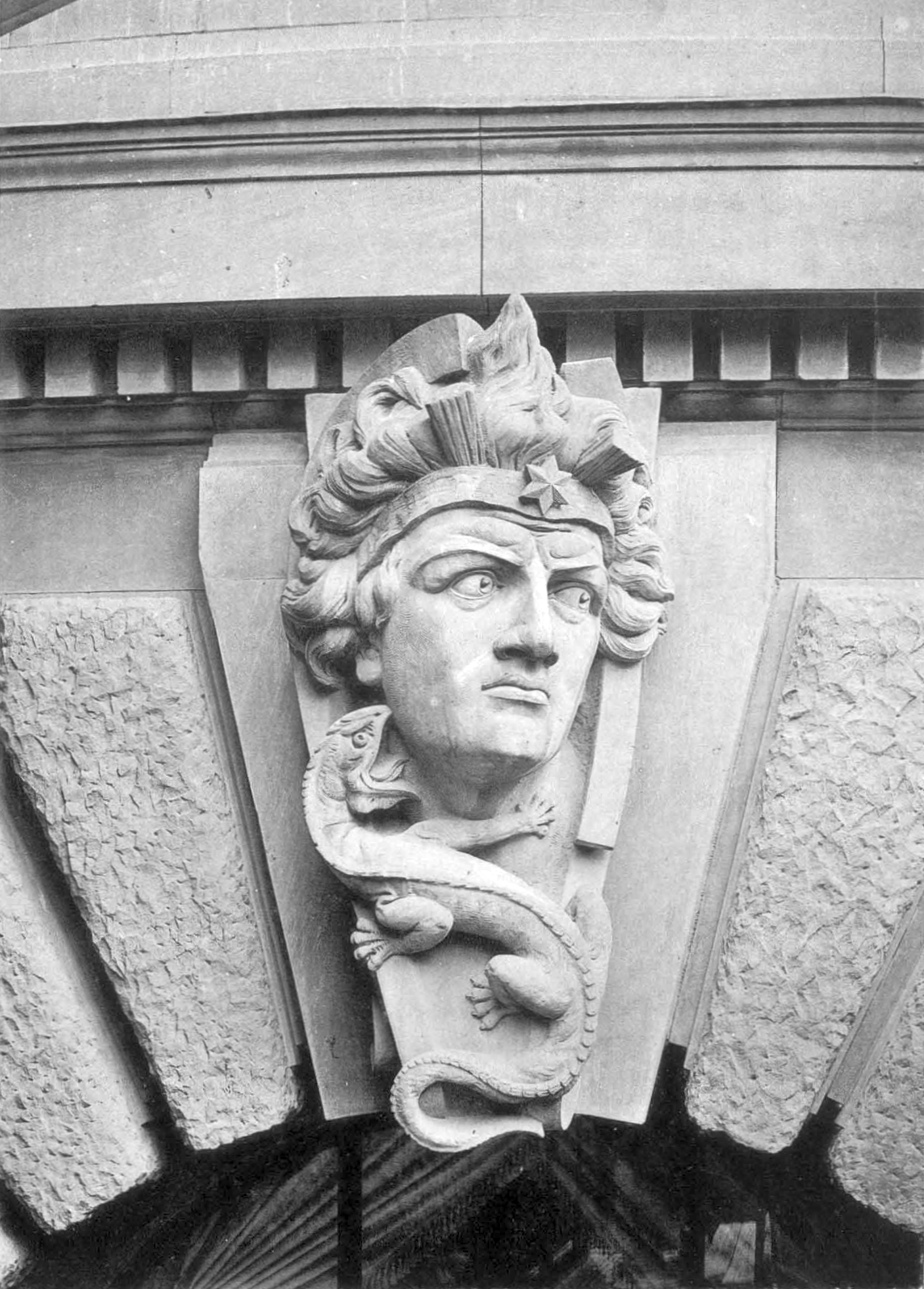
Schlussstein 1 Feuer, 1898.
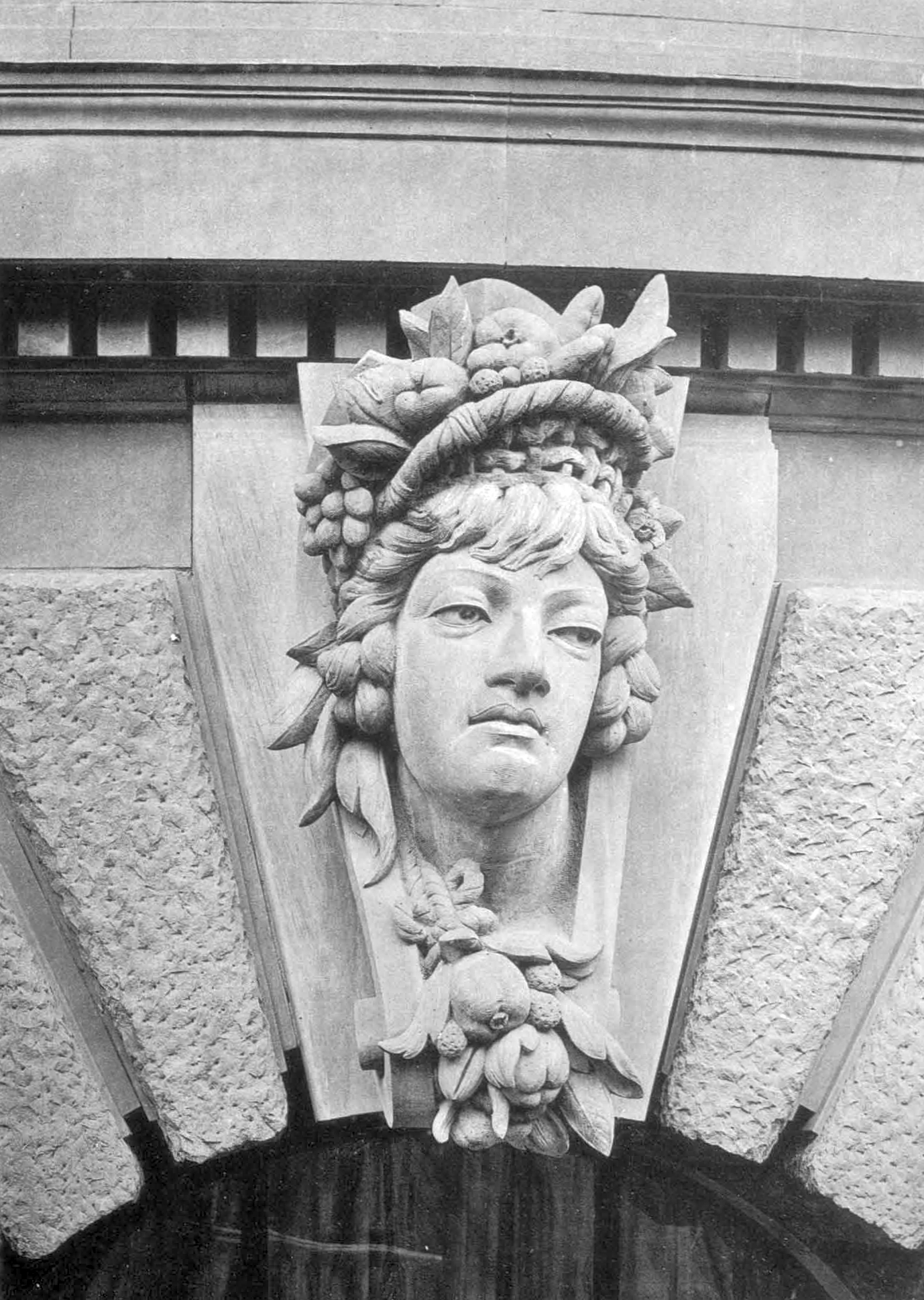
Schlussstein 2 Erde, 1898.
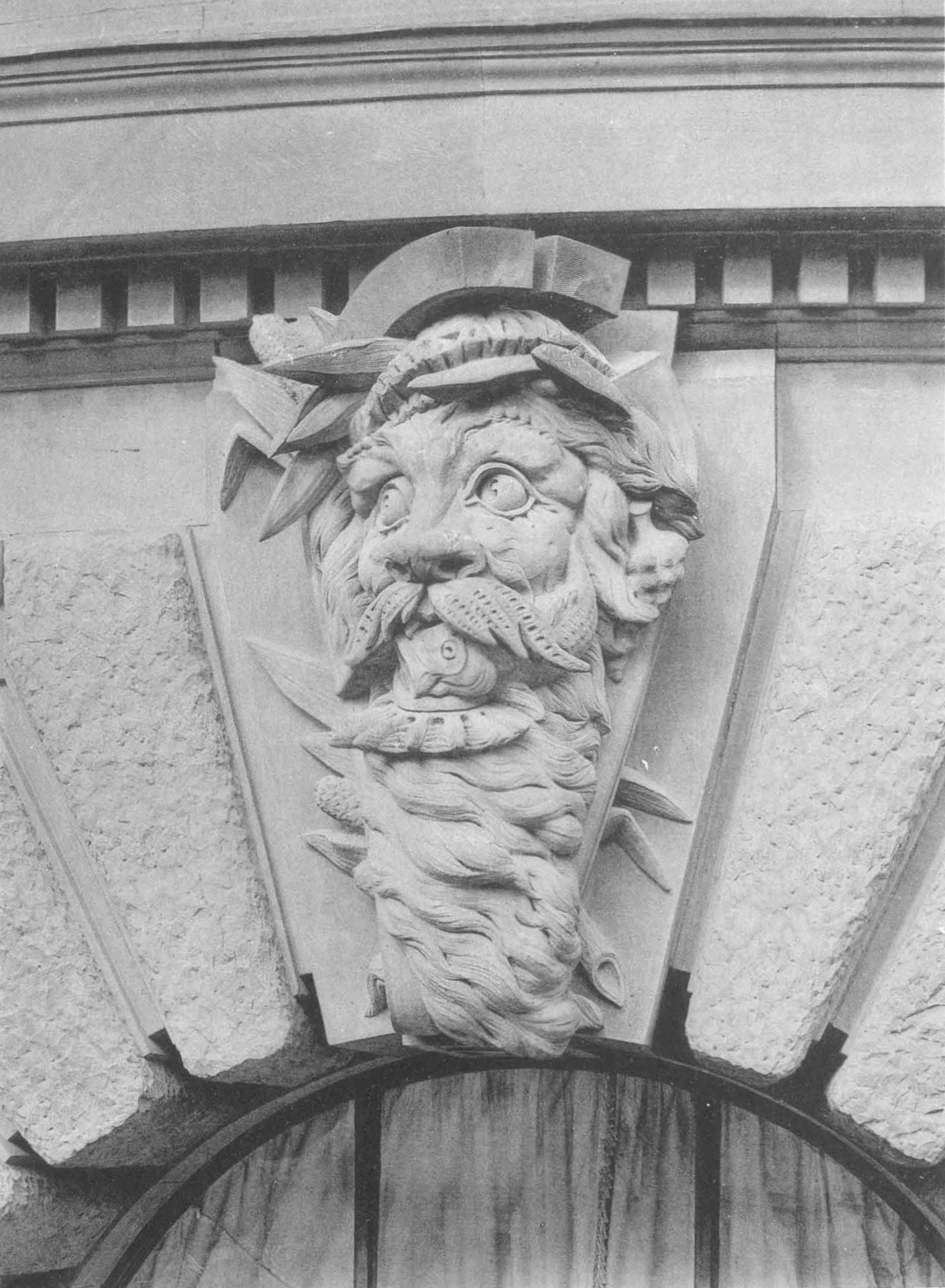
Schlussstein 3 Wasser, 1898.
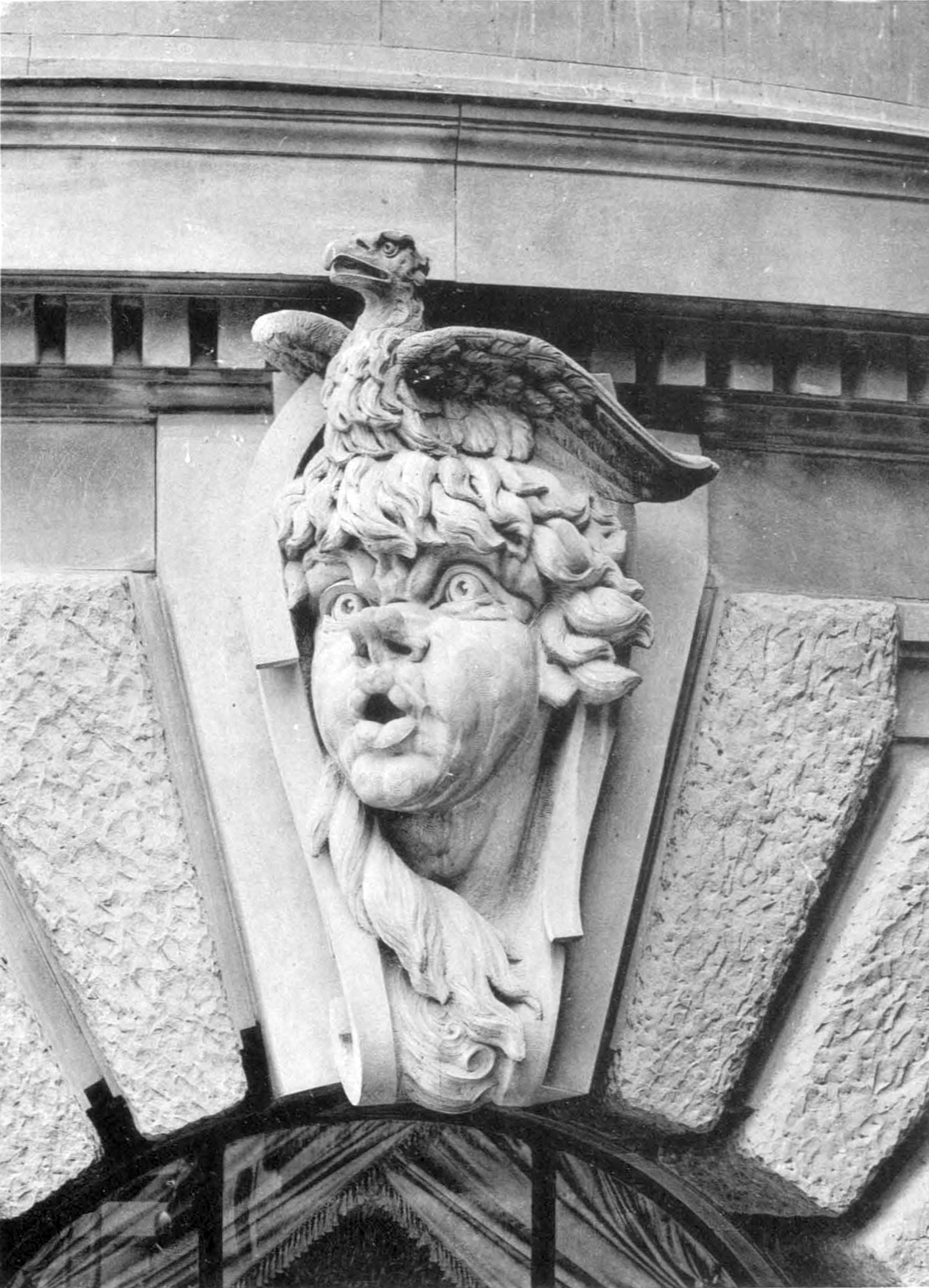
Schlussstein 4 Luft, 1898.
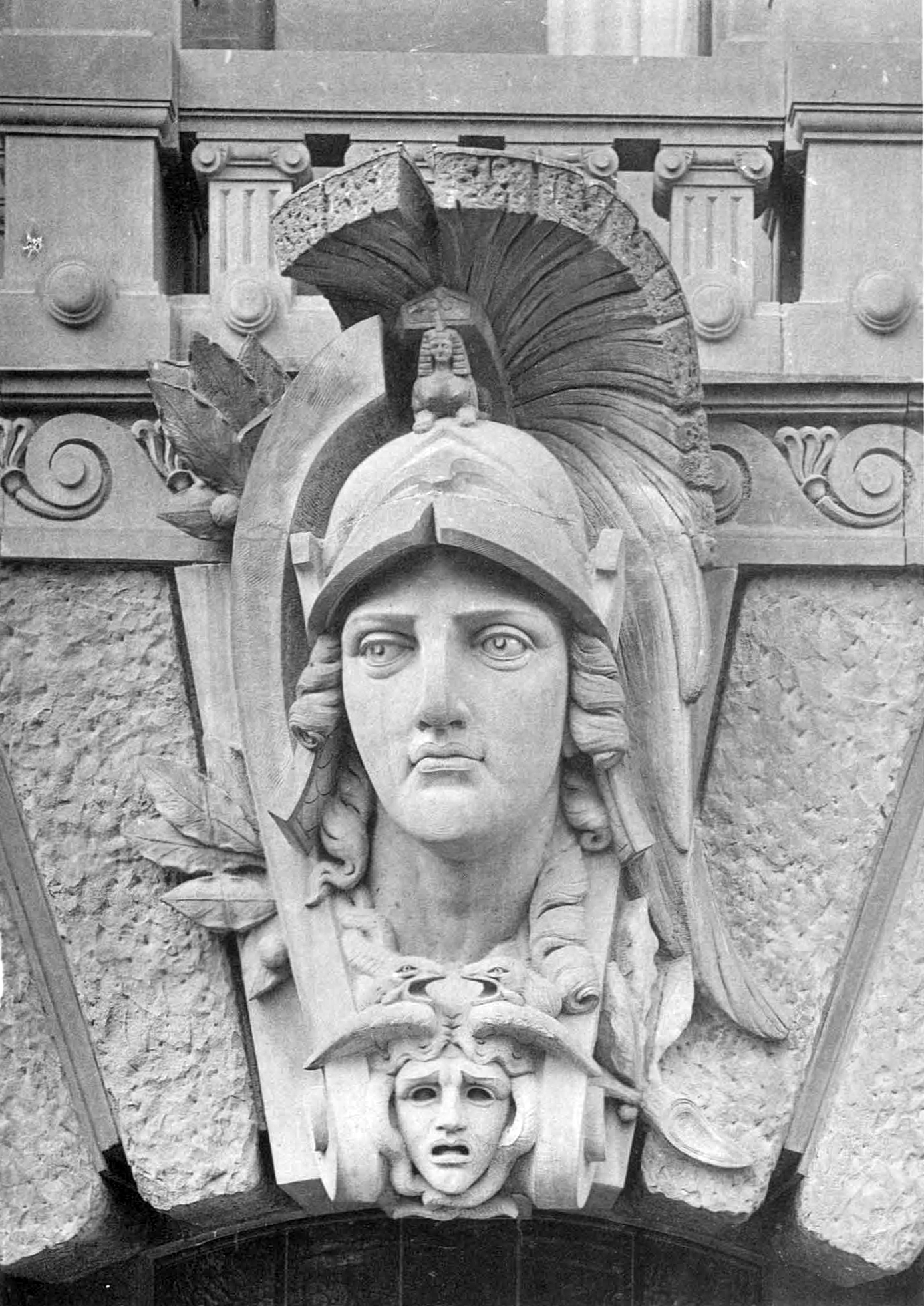
Schlussstein 8 Minerva, 1898.
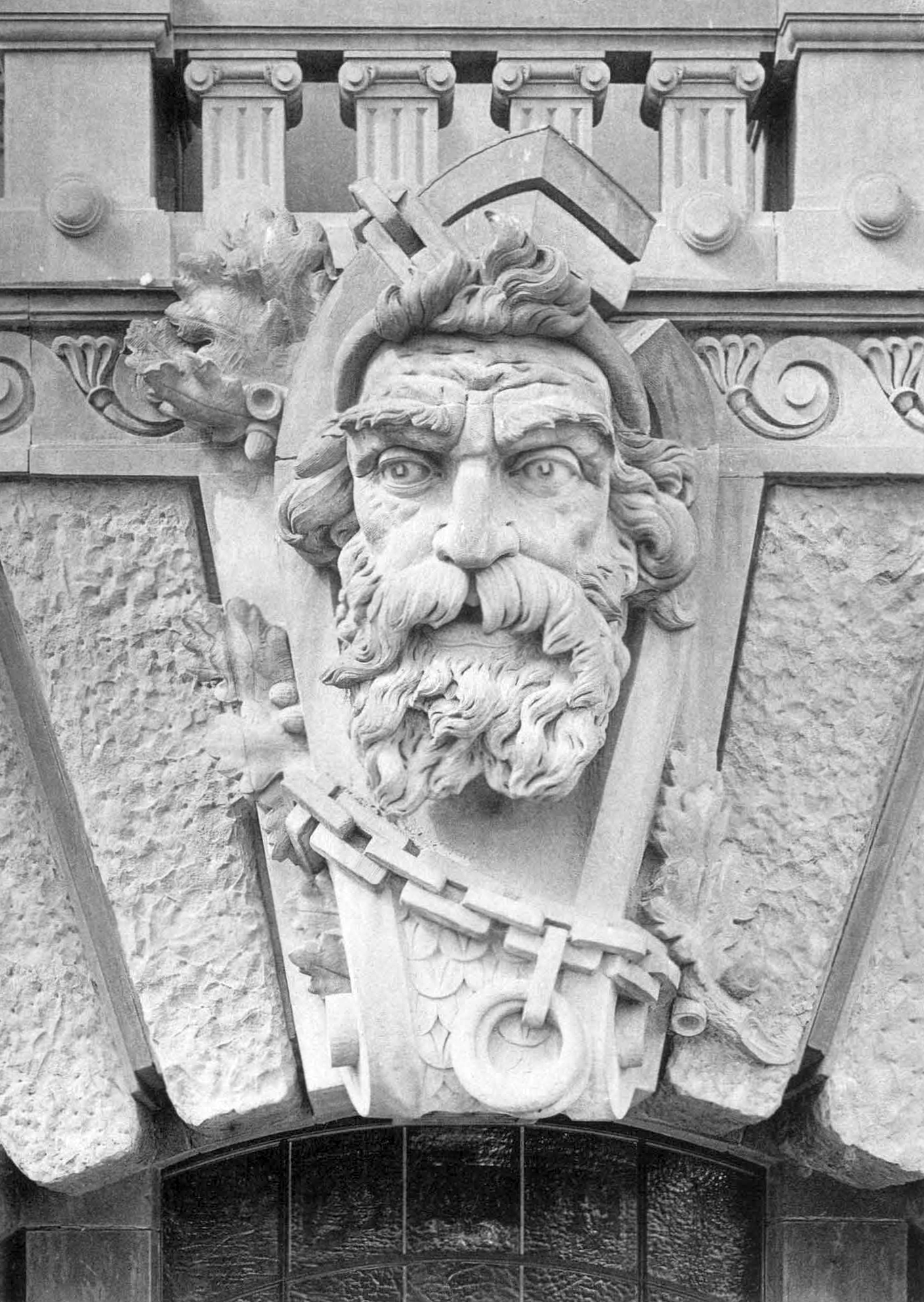
Schlussstein 9 Vulkan, 1898.

Die Fassaden des Gebäudes tragen über 40 Fenstern und über einem Portal Schlusssteine mit Maskenköpfen oder Kartuschen mit Wappenschilden. Die Maskenköpfe symbolisieren einzelne Gewerbe und die vier Elemente. Die Wappenschilde symbolisieren einzelne Gewerbe aus Landwirtschaft, Handwerk und Industrie durch typische Attribute. Die Maskenköpfe wurden 1895 „von Bildhauer Gäckle unter Mitwirkung von Professor Neckelmann aufs sorgältigste modelliert und ausgeführt“, die Wappenschilde wurden von den Stuckateuren Rothe & Hilliger modelliert und ausgeführt.
Die Liste der Schlusssteine ist gegen den Uhrzeigersinn angeordnet. Sie beginnt bei Gebäudeteil 1, dem linken Kuppelbau an der Willi-Bleicher-Straße.

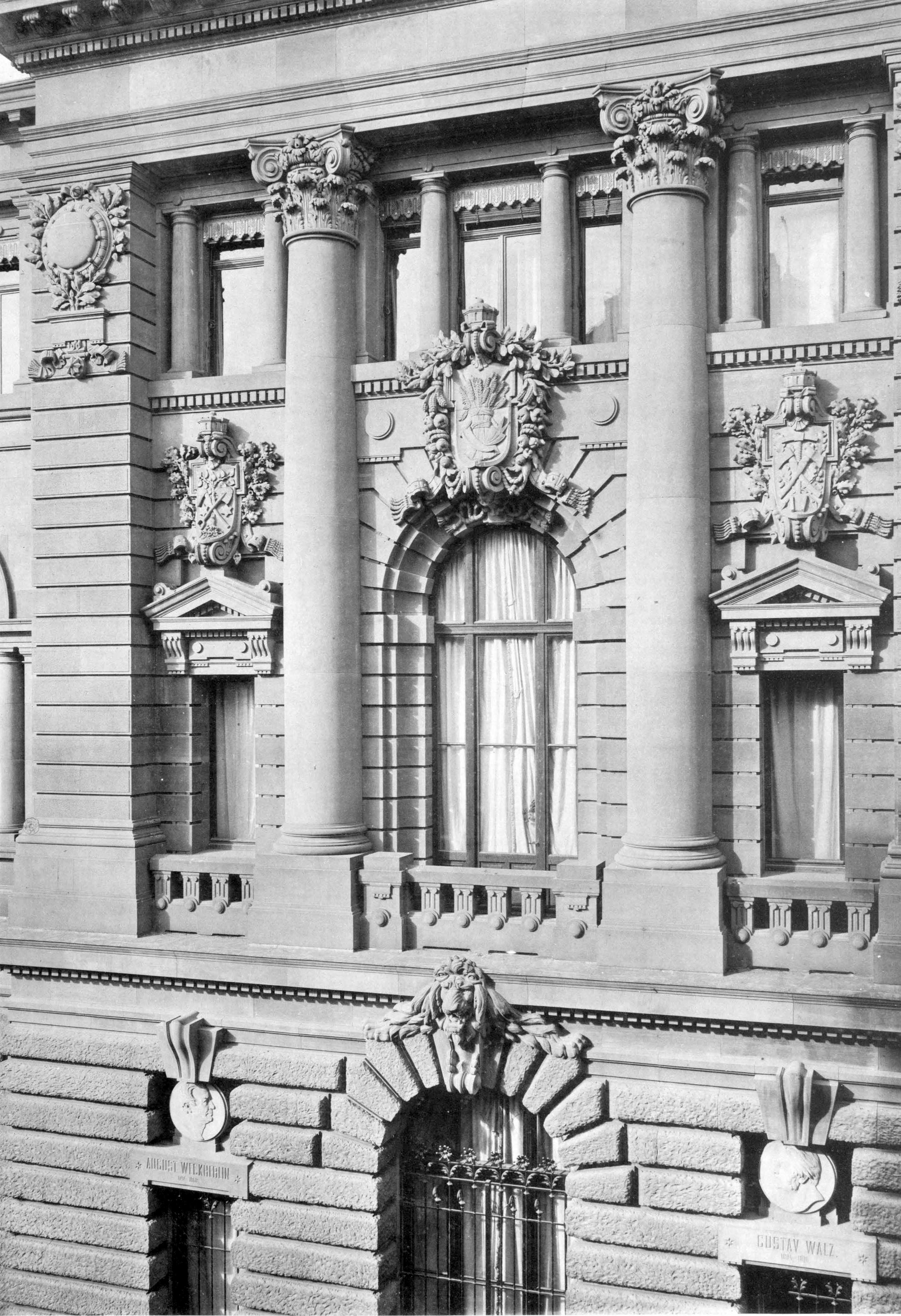
Rechter Risalit des hinteren Flügels mit den Schlusssteinen 39–41 (Wappenschilde mit Symbolen des Gartenbaus, Feldbaus und Landbaus), 1898.

| Nr. | Maske / Wappenschild             | Straße                | Gebäude- teil |
| --- | -------------------------------- | --------------------- | ------------- |
| 1   | Feuer                            | Willi-Bleicher-Straße | 1             |
| 2   | Erde                             | Willi-Bleicher-Straße | 1             |
| 3   | Wasser                           | Willi-Bleicher-Straße | 1             |
| 4   | Luft                             | Willi-Bleicher-Straße | 1             |
| 5   | Merkur (Handel)                  | Willi-Bleicher-Straße | 2             |
| 6   | Ceres (Landwirtschaft)           | Willi-Bleicher-Straße | 2             |
| 7   | Wappen Württembergs              | Willi-Bleicher-Straße | 2             |
| 8   | Minerva (Wissenschaft und Kunst) | Willi-Bleicher-Straße | 2             |
| 9   | Vulkan (Gewerbe)                 | Willi-Bleicher-Straße | 2             |
| 10  | Waldbau                          | Willi-Bleicher-Straße | 3             |
| 11  | Weinbau                          | Willi-Bleicher-Straße | 3             |
| 12  | Fischerei                        | Willi-Bleicher-Straße | 3             |
| 13  | Jagd                             | Willi-Bleicher-Straße | 3             |
| 14  | Hüttenwesen                      | Schloßstraße          | 4a            |
| 15  | Maschinenbau                     | Schloßstraße          | 4a            |
| 16  | Wegbau                           | Schloßstraße          | 4a            |
| 17  | Zinngießer                       | Schloßstraße          | 4             |
| 18  | Weber                            | Schloßstraße          | 4             |
| 19  | Färber                           | Schloßstraße          | 4             |
| 20  | Schneider                        | Schloßstraße          | 4             |
| 21  | Schuhmacher                      | Schloßstraße          | 4             |
| 22  | Sattler                          | Schloßstraße          | 4             |
| 23  | Instrumentenmacher               | Schloßstraße          | 4             |
| 24  | Wagenbauer                       | Schloßstraße          | 4             |
| 25  | Bildhauer                        | Schloßstraße          | 4b            |
| 26  | Goldschmiede                     | Schloßstraße          | 4b            |
| 27  | Glockengießer                    | Schloßstraße          | 4b            |
| 28  | Pomona (Garten- und Obstbau)     | Schloßstraße          | 5             |
| 29  | Gerber                           | Kienestraße           | 6a            |
| 30  | Buchdrucker                      | Kienestraße           | 6a            |
| 31  | Buchbinder                       | Kienestraße           | 6a            |
| 32  | Gipser und Stuckatoren           | Kienestraße           | 6             |
| 33  | Maurer                           | Kienestraße           | 6             |
| 34  | Steinhauer                       | Kienestraße           | 6             |
| 35  | Zimmerleute                      | Kienestraße           | 6             |
| 36  | Schreiner                        | Kienestraße           | 6             |
| 37  | Schlosser                        | Kienestraße           | 6             |
| 38  | Schmiede                         | Kienestraße           | 6             |
| 39  | Gartenbau                        | Kienestraße           | 6b            |
| 40  | Feldbau                          | Kienestraße           | 6b            |
| 41  | Waldbau                          | Kienestraße           | 6b            |

### Sonstige Fassadenplastik
| - 1. (→ Bildkommentar) - 2. - 3. (→ Bildkommentar) |
| 1. Hauptbau mit Attikastandbildern, Amphorennischen, Porträtmedaillons und Schlusssteinen. Rechter Kuppelbau mit Attikakandelabern, Deckelschalen und Schlusssteinen. 2. Eckrisalit des linken Flügels mit Prachtkandelaber. 3. Hinterer Kuppelbau mit Prunkamphoren, Schlussstein (Pomona) und Girlandenfries. |

#### Attikastandbilder
Der Hauptbau wurde zwischen Hauptgesims und Attika von 12 allegorischen, 2,76 Meter hohen Standbildern auf würfelförmigen Sockeln bekrönt. Die Attikakrone zierten muschelförmige Stirnziegel, die hinter den Köpfen der Standbilder wie ein Nimbus wirkten. Die Standbilder waren paarweise über den gekuppelten Säulen des zweiten Obergeschosses angeordnet.
Sechs Stuttgarter Bildhauer schufen jeweils zwei der Standbilder: Ernst Curfeß (Baukunst und Ingenieurkunst), Hermann Bach (Handel und Schifffahrt), Georg Rheineck (Maschinenbau und Elektrotechnik), Adolf Fremd (Physik und Chemie), Albert Gäckle (Kunstgewerbe und Gewerbe) und Theodor Bausch (Landwirtschaft und Bergbau).
Die Standbilder wurden um 1965 abgenommen und an wechselnden Orten gelagert, zurzeit in einem Natursteinwerk in Eppingen. Die Sockel vor der Attika und die Dekorelemente in Kopfhöhe der Statuen erinnern bis heute an die ausstehende Rückkehr der Statuen.

#### Kandelaber
- Die beiden vorderen Kuppelbauten wurden zwischen Hauptgesims und Attika von je 4 Kandelabern auf würfelförmigen Sockeln bekrönt. Die Kandelaber waren über den 4 Säulen des zweiten Obergeschosses angeordnet. Nach den Zerstörungen des Zweiten Weltkriegs blieben nur die Sockel der Kandelaber zurück.
- Die beiden einachsigen Eckrisalite des linken Flügels tragen in einer Halbrundnische einen Prachtkandelaber. Er wird von einem gebrochenen Dreiecksgiebel überkrönt, in dessen Lücke ein Adler mit ausgebreiteten Flügeln in einem Lorbeerkranz thront.

Die Kandelaber wurden von den Stuckateuren Rothe & Hilliger modelliert und ausgeführt.

#### Vasen
- Zwischen je zwei gekuppelten Säulen des ersten Obergeschosses des Hauptbaus ist über einem schmalen Fenster und einer Nische mit einem Porträtmedaillon eine Halbrundnische mit einer Deckelamphore angeordnet.
- Die Rundbogenfenster des ersten Obergeschosses der vorderen Kuppelbauten trugen bis zum Zweiten Weltkrieg auf der Fensterbank je eine kleine, zweihenkelige Deckelschale (Lekanis).
- Drei Halbrundnischen im ersten Obergeschoss des hinteren Kuppelbaus tragen gedeckelte Prunkamphoren mit einem Greifenpaarsockel.

Die Vasen wurden von den Stuckateuren Rothe & Hilliger modelliert und ausgeführt.

#### Girlandenfries
Das Portal des hinteren Kuppelbaus trägt als Schlussstein den Kopf der Pomona (römische Göttin des Garten- und Obstbaus). Zu beiden Seiten erstreckt sich ein Bukranienfries, der aus je vier Girlanden besteht, die abwechselnd an Kandelabern und gehörnten Ochsenschädeln aufgehängt sind.